# میزونو تاداکونی
میزونو تاداکونی (به ژاپنی: 水野忠邦 Mizuno Tadakuni); ۱۹ ژوئیهٔ ۱۷۹۴ – ۱۲ مارس ۱۸۵۱) سامورایی اهل ژاپن در دوره ادو بود.